# Sant Nazari de les Olives
Sant Nazari de les Olives és una església del municipi de Peralada (Alt Empordà), inclosa en l'Inventari del Patrimoni Arquitectònic de Catalunya.

## Descripció
L'església de Sant Nazari està situada a l'agregat de les Olives, uns dos quilòmetres al nord-oest de la vila de Peralada. És un edifici aïllat, d'una nau amb absis semicircular, que ha experimentat nombroses modificacions al llarg dels anys. La porta d'accés està situada al mur lateral de migdia; és una obertura allindanada, molt senzilla. A l'absis, que conserva una antiga coberta de lloses, hi ha una finestra d'arc de mig punt, i al frontis una petita obertura allargada. La nau, amb els murs amagats per l'arrebossat, és coberta amb volta de maó de pla, i l'absis amb volta de quart d'esfera. L'arc triomfal és de mig punt. El campanar de cadireta, que s'eleva a la part dreta del frontis, és d'una sola obertura.

## Història
El temple de Sant Nazari és un edifici romànic, probablement dels segles XII-XIII, encara que ha experimentat nombroses modificacions en diversos períodes. Les restes de la primitiva construcció es troben a la capçalera; la nau no conserva cap element corresponent a l'època medieval.